# Viên An, Trần Đề
Viên An là một xã thuộc huyện Trần Đề, tỉnh Sóc Trăng, Việt Nam.

## Địa lý
Xã Viên An nằm ở phía tây huyện Trần Đề, có vị trí địa lý:
- Phía đông và phía nam giáp xã Viên Bình
- Phía tây giáp xã Tài Văn và xã Thạnh Thới An
- Phía bắc giáp xã Tài Văn.

Xã Viên An có diện tích 27 km², dân số năm 2022 là 12.999 người, mật độ dân số đạt 481 người/km².

## Hành chính
Xã Viên An được chia thành 4 ấp: Bờ Đập, Bưng Sa, Tiếp Nhựt, Trà Đức.

## Lịch sử
Ngày 7 tháng 7 năm 1982, Hội đồng Bộ trưởng ban hành Quyết định số 111-HĐBT về việc chia xã Viên An thành 3 xã: Viên An, Viên Bình và Viên Hòa.
Ngày 16 tháng 9 năm 1989, Hội đồng Bộ trưởng ban hành Quyết định số 128-HĐBT về việc sáp nhập một phần của xã Viên Hòa mới giải thể vào xã Viên An.
Sau khi phân vạch địa giới hành chính, xã Viên An có 3.181,55 ha diện tích tự nhiên và 8.397 nhân khẩu.
Ngày 23 tháng 12 năm 2009, Chính phủ ban hành Nghị quyết số 64/NQ-CP về việc chuyển xã Viên An thuộc huyện Mỹ Xuyên về huyện Trần Đề mới thành lập quản lý.